# Random Access Memories
Random Access Memories is het vierde studioalbum van het Franse elektronischemuziekduo Daft Punk.
Het album werd opgenomen in de New Yorkse Electric Lady Studios, in de Henson Recording Studios in Hollywood en een Parijse opnamestudio en is verschenen bij Columbia Records op 17 mei 2013 in een aantal Europese landen waaronder België en Nederland, op 20 mei 2013 in Frankrijk en op 21 mei 2013 in de Verenigde Staten.
Op 12 april 2013 werd op het Coachella festival in Californië een videoclip getoond met het nummer Get Lucky uit het nieuwe album. Daar werd in de aftiteling bevestigd dat Panda Bear, Julian Casablancas, Todd Edwards, DJ Falcon, Chilly Gonzales, Giorgio Moroder, Nile Rodgers, Paul Williams en Pharrell Williams meewerkten aan dit album.
Het album werd gepresenteerd op 17 mei 2013 op de Wee Waa Show, een landbouwbeurs met muziekfestival in het Australische dorpje Wee Waa waarvoor slechts 4.000 tickets beschikbaar waren.
De eerste single van het album, Get Lucky werd op vrijdag 19 april uitgebracht. Het nummer brak de dag zelf direct een record bij de muziekleverancier Spotify door het hoogste aantal selecties op een dag te verbreken, zowel in de Verenigde Staten als in het Verenigd Koninkrijk.
Op 16 mei 2013, 5 dagen voor de officiële release, was het album uitgelekt op iTunes. Vrijwel direct daarna is het verspreid over het hele internet.
Op het album is er gebrek aan elektronische instrumenten, zoals drummachine en sampler omdat ze dat niet konden gebruiken, terwijl ze dat hadden gewild.
Daft Punk was van plan geweest om een remixalbum uit te brengen. Het eerste nummer dat geremixt werd is 'Get Lucky' en werd uitgebracht op de vinyl van dit single. De remixversie duurde bijna 11 minuten. Eind juni 2013 is een onofficieel remixalbum genaamd Daftside van de Amerikaanse muziekduo Darkside gelekt op SoundCloud.
In 2023 bracht Daft Punk een jubileumversie uit, genaamd "Random Acces Memories 10th Anniversary". Het album bevatte 32 minuten aan ongereleased materiaal, waaronder "Infinitt Repeating"z samen met Julian Casablancas en The Voidz. Later dat jaar kwam ook "Random Acces Memories Drumless Edition" uit.

## Tracklist
1. Give Life Back To Music (ft. Nile Rodgers) (4.34)
2. The Game Of Love (5.21)
3. Giorgio by Moroder (ft. Giorgio Moroder) (9.04)
4. Within (ft. Chilly Gonzales) (3.48)
5. Instant Crush (ft. Julian Casablancas) (5.37)
6. Lose Yourself To Dance (ft. Pharrell Williams and Nile Rodgers) (5.53)
7. Touch (ft. Paul Williams) (8.18)
8. Get Lucky (ft. Pharrell Williams and Nile Rodgers) (6.07)
9. Beyond (4.50)
10. Motherboard (5.41)
11. Fragments of Time (ft. Todd Edwards) (4.39)
12. Doin' It Right (ft. Panda Bear) (4.11)
13. Contact (ft. DJ Falcon) (6.21)[6][7]